# Верста
Верста́ (церк.-слав. врьста) — старинная русская путевая мера длины, которая равнялась 500 саженям (в метрической системе это 1066,8 метра). Исторически величина версты в разное время менялась, окончательно она была установлена в конце XVIII века.
Верста упоминается в литературных источниках XI века, в старину иногда именовалась как «поприще».
«Вёрстами» также назывались верстовые столбы на столбовых дорогах. В частности, от большой высоты этих столбов на дороге из Москвы в село Коломенское, где стоял дворец царя Алексея Михайловича, пошло выражение «верста коломенская».
Квадратная верста (то есть 250 тысяч квадратных саженей) равна 1,13806224 км2.

## История
Величина версты неоднократно изменялась в зависимости как от числа саженей, входивших в неё (от 500 до 1000), так и от величины самой сажени. Существовали вёрсты: путевая — ею измеряли расстояния (пути) — и межевая — ею мерили земельные участки.
Уложением царя Алексея Михайловича 1649 года установлена верста в одну тысячу саженей. Наряду с ней в XVIII веке стала использоваться и путевая верста в 500 саженей, до Петра I — 700, а ещё прежде — 1000.

В «Общей метрологии» 1849 года издания упомянуто:
Старая верста была въ 700 саж[ен] своего времени, а ещё старѣе въ 1000.
На Соловецких островах расстояния были отмерены верстовыми столбами в особых «соловецких вёрстах». Одна соловецкая верста равнялась окружности стен Соловецкого монастыря и составляла 1084 метра.
В словаре Брокгауза и Ефрона приводятся примеры двух старых значений версты: почти 656 саженей и 875 саженей.
Из-за близости версты к величине одного километра эта единица продолжала применяться и после её формальной отмены. Так, 3 сентября 1942 года Сталин посылает Жукову распоряжение, которое начиналось так: «Положение со Сталинградом ухудшилось. Противник находится в трёх верстах от Сталинграда…».

## Этимология
В словаре М. Фасмера слово «верста» связывается с глаголом «вертеть», поначалу оно значило «оборот плуга». В дальнейшем древнерусское «вьрста» имело следующие значения: «возраст; пара; ровесник; мера длины». Также слово «верста» сближается с церковнославянским «съвьрсть» (то есть «одинаковый возраст») и русским словом «сверстник».